# 大口鱊
大口鱊（学名：Acheilognathus macromandibularis）也作大颌舌鱊，是鲤科鱊属一种，分布于中国长江下游水域。。其种加词“macromandibularis”意为“大口”，指本种较大的口部，向后直达眼眶前缘下方。